# Steiner – Das Eiserne Kreuz
Steiner – Das Eiserne Kreuz ist ein Kriegsfilm des Regisseurs Sam Peckinpah mit James Coburn, James Mason, Maximilian Schell und David Warner in den Hauptrollen. Es handelt sich um die Verfilmung des Romans Das geduldige Fleisch von Willi Heinrich.

## Handlung
Taman-Halbinsel 1943: Die deutschen Truppen befinden sich auf dem Rückzug vor der Roten Armee. Unteroffizier Rolf Steiner ist mit seinem Stoßtrupp auf Patrouille. Sie entdecken einen russischen Posten, den sie ausschalten, wobei sie alle Soldaten töten. Nur ein halbwüchsiger Kindersoldat überlebt und wird von den Deutschen mitgenommen. Zur gleichen Zeit trifft Hauptmann von Stransky beim Regimentskommandeur Oberst Brandt ein. Stransky, ein preußischer Aristokrat, ließ sich freiwillig von Biarritz in Frankreich nach Russland versetzen, da seiner Meinung nach „fähige Männer an der Ostfront“ benötigt werden. Sein arrogantes Verhalten stößt sofort auf Missfallen bei Brandt und seinem Adjutanten, Hauptmann Kiesel. Sie erkennen sofort, dass Stransky und Steiner zwei von Grund auf verschiedene Menschen sind und Spannungen unumgänglich sein werden.
Beim Verlassen des Bunkers trifft Stransky auf den jungen Leutnant Meyer, bei dem er sich über Steiners Verbleib erkundigt. In diesem Moment kehren Steiner und seine Männer mit dem jugendlichen Gefangenen von ihrer Patrouille zurück. Stransky weist Steiner darauf hin, dass er den russischen Gefangenen zu erschießen habe, da bei Stoßtrupps keine Gefangenen gemacht werden dürften. Steiner jedoch weigert sich und fordert seinerseits Stransky auf, es selber zu tun. Dieser zieht seine Pistole, spannt den Hahn und hält diese Steiner hin. Dann wiederholt er den Befehl. Gedankenschnell bereinigt der Obergefreite Reisenauer (genannt „Schnurrbart“) die gefährliche Situation, indem er zum Schein vorgibt, den Jungen erschießen zu wollen.
Steiner und Stransky, der sich mit einem gefährlichen Widersacher konfrontiert sieht, sind fortan verfeindet. Zwar wird Steiner auf Fürsprache Stranskys und Oberst Brandts zum Feldwebel befördert, doch das kümmert ihn nur wenig – sehr zum Ärger Hauptmann von Stranskys, der hoffte, ihn so auf seine Seite zu ziehen.
Bei einem Angriff der Roten Armee wird Stransky befohlen, einen Gegenangriff zu führen. Er hat jedoch nicht den Mut dazu und verkriecht sich in seinem Bunker. Stattdessen führt Leutnant Meyer den Angriff. Er kann zwar den Feind aus der Stellung vertreiben, kommt aber dabei ums Leben. Steiner und „Schnurrbart“ werden verwundet. Stransky gibt vor, den Gegenangriff geführt zu haben, und lässt sich zur Auszeichnung mit dem Eisernen Kreuz vorschlagen. Als Zeugen benennt er seinen Adjutanten Triebig, den er mit dessen Homosexualität erpresst, sowie den verwundeten Steiner, dem er nach dem Lazarettaufenthalt einen anschließenden Heimaturlaub gegeben hat. Steiner kommt nach seiner Genesung direkt aus dem Lazarett an die Front zurück und wird von Stransky unter Druck gesetzt, um die Falschaussage zu bestätigen. Steiner weigert sich. Oberst Brandt überprüft die Aussage Stranskys mit Hilfe von Steiner und erkennt den Täuschungsversuch. Steiner will jedoch vorläufig nicht gegen Stransky aussagen und bittet um Bedenkzeit.
Stranskys Hass und seine Angst, dass Steiner ihn der Feigheit überführen könnte, sind nun so groß, dass er Steiners Zug absichtlich nicht von einem angeordneten Rückzug in Kenntnis setzt, damit er den Russen in die Hände fällt. Steiners Truppe gerät daraufhin in eine lebensgefährliche Situation. Stransky ist sich sicher, dass Steiner bei dem Angriff sein Leben gelassen hat. Doch Steiner und sein Zug schaffen es, dem Inferno zu entrinnen.
Nach einem langen Marsch durch Feindesland mit gefährlichen Zusammentreffen mit sowjetischen Verbänden (darunter auch einer Gruppe weiblicher Soldaten) erreicht Steiners Zug endlich die deutschen Stellungen. Der Feldwebel setzt einen verschlüsselten Funkspruch ab, in dem er seine Rückkehr ankündigt. Stransky verspricht Triebig die Versetzung nach Frankreich, wenn er Steiner bei seiner Ankunft „irrtümlich“ erschießt. Bei dem von Triebig angerichteten Massaker kommt der größte Teil von Steiners Männern ums Leben, doch er selbst bleibt unversehrt. Triebig gibt zu, in Stranskys Befehl gehandelt zu haben, und wird von Steiner erschossen. Steiner lässt die beiden einzigen Überlebenden seines Zuges, Unteroffizier Krüger und den Gefreiten Anselm, zurück und geht auf die Suche nach Stransky. Er findet ihn und will ihn töten, doch dann entscheidet er sich dafür, Stransky zum Kampf an der vordersten Front zu zwingen, indem er ihm eine MP 40 in die Hand drückt. Stransky lädt diese durch und steht im Rücken von Steiner mit der Mündung auf Steiner gerichtet. Für einen kurzen Moment spielt er mit den Gedanken Steiner zu erschießen, aber er entscheidet sich dann doch dafür, mit Steiner gegen die russische Übermacht zu kämpfen, um ihm zu zeigen, wie ein preußischer Offizier kämpfen kann. Im Gegenzug will ihm Steiner zeigen „wo die Eisernen Kreuze wachsen“. Der Film endet damit, dass sich Steiner, Brandt und Stransky einer enormen russischen Übermacht stellen und dem sicheren Untergang entgegenzugehen scheinen.

## Synchronisation
| Darsteller                              | Rolle                                            | Synchronsprecher  |
| --------------------------------------- | ------------------------------------------------ | ----------------- |
| James Coburn                            | Unteroffizier/Feldwebel Rolf Steiner (Zugführer) | Thomas Braut      |
| Maximilian Schell                       | Hauptmann von Stransky (Bataillonskommandeur)    | Maximilian Schell |
| James Mason                             | Oberst Brandt (Regimentskommandeur)              | Heinz Engelmann   |
| David Warner                            | Hauptmann Kiesel (Regimentsadjutant)             | Tommi Piper       |
| Klaus Löwitsch                          | Unteroffizier Krüger (stellv. Zugführer)         | Klaus Löwitsch    |
| Vadim Glowna                            | Schütze Kern                                     | Vadim Glowna      |
| Roger Fritz                             | Leutnant Triebig (Bataillonsadjutant)            | Bernhard Letitzky |
| Fred Stillkrauth                        | Obergefreiter Karl „Schnurrbart“ Reisenauer      | Eberhard Mondry   |
| Michael Nowka                           | Schütze Dietz                                    | Michael Nowka     |
| Véronique Vendell                       | Marga (russische Soldatin)                       | Eva Kinsky        |
| Senta Berger                            | Krankenschwester Eva                             | Senta Berger      |
| Burkhard Driest                         | Oberschütze Maag                                 | Wolfgang Hess     |
| Arthur Brauss                           | Schütze „Parteigenosse“ Zoll                     | Arthur Brauss     |
| Dieter Schidor                          | Gefreiter Anselm (Funker)                        | Dieter Schidor    |
| Igor Galo                               | Leutnant Meyer (Kompaniechef)                    | Elmar Wepper      |
| Slavko Štimac                           | russischer Kindersoldat Michail (Gefangener)     | N. N.             |
| Ivica Pajer                             | Gefreiter Hollerbach                             | N. N.             |
| Dragomir Stanojevic (alias Bata Kameni) | Gefreiter Josef Keppler (Ordonnanz)              | Pierre Franckh    |
| Vladan Živković                         | Obergefreiter Wolf (Funker)                      | N. N.             |
| Demeter Bitenc                          | Hauptmann Pucher                                 | Jochen Striebeck  |
| Hermina Pipinić                         | Ruskinja (russische Soldatin)                    | N. N.             |
| Nedim Prohic                            | deutscher Soldat                                 | N. N.             |
| Lucio Rietti (alias Robert Rietty)      | deutscher Soldat (Feldwebel)                     | N. N.             |
| Sweeney MacArthur                       | russischer Kindersoldat                          | N. N.             |
| Walter Kelley                           | deutscher Soldat                                 | N. N.             |

## Hintergrund
Der Film versucht, aus deutscher Sicht zu verdeutlichen, wie die unterschiedlichsten Charaktere nicht mehr „für Führer, Volk und Vaterland“ kämpften und auf ihre Weise nur noch den Krieg überleben wollten. Er zeigt auch Karrieristen wie Hauptmann von Stransky, die auf dem Rücken ihrer Männer unverdiente Auszeichnungen – in diesem Fall das Eiserne Kreuz („EK“) – erlangen wollten. Der Roman von Heinrich arbeitet dieses Motiv jedoch viel deutlicher heraus als der Film. Der Roman zeigt wesentliche Charakterzüge aller mitwirkenden Personen auf. Regisseur Peckinpah legt die Betonung jedoch eher auf Actionszenen.

## Kritik
„Aufwendiger, aber psychologisch mangelhaft durchgezeichneter Kriegsfilm, dessen streckenweise faszinierende Bild- und Spannungskraft den Krieg trotz kritischer Absichten eher als charakterforderndes Abenteuer erscheinen lässt. Einer der größten Kassenerfolge des deutschen Kinos der siebziger Jahre.“

„Man reibt sich immer wieder die Augen und will es nicht fassen: die schrecklichen und sinnlosen Rückzugsgefechte deutscher Truppen an der Ostfront als knallig bunter Western, in dem es kaum um anderes als um richtiges und falsches Heldentum geht […]. „Steiner – Das eiserne Kreuz“ ist die größte politische Peinlichkeit, die sich die deutsche Filmbranche in den letzten Jahren geleistet hat.“

## Auszeichnungen
- Der Film erhielt 1977 die Goldene Leinwand.
- 1978 erhielt er von der Filmbewertungsstelle Wiesbaden das Prädikat „Wertvoll“.

## Trivia
Bei der Musik, die dem minutenlangen Vorspann unterlegt ist, handelt es sich um eine Komposition aus dem Kinderlied Hänschen klein und einer Variation des Horst-Wessel-Liedes.

## Fortsetzung
Der zweite Teil des Dramas erschien unter dem Titel Steiner – Das Eiserne Kreuz, 2. Teil im Jahr 1979. Die Produktion mit Richard Burton (als Steiner), Rod Steiger, Robert Mitchum, Helmut Griem (als Major von Stransky), Joachim Hansen und Curd Jürgens kann nach Meinung der meisten Kritiker bezüglich Drehbuch und Darstellerleistungen nicht annähernd das Niveau des ersten Teils halten. Zudem wurde der Schauplatz an die Westfront nach der Invasion der Normandie verlegt, um US-amerikanischen Kinozuschauern entgegenzukommen.